# Medlemmer af Metallica
Metallica har gennem årene haft forskellige medlemmer. 

## Oversigt
| År             | Gruppe                 | Gruppe           | Gruppe          | Gruppe       | Optagelser |
| År             | Rytme Guitarist Sanger | Første Guitarist | Bassist         | Trommeslager | Optagelser |
| -------------- | ---------------------- | ---------------- | --------------- | ------------ | --- |
| 1981           | James Hetfield         | Lloyd Grant      | Ron McGovney    | Lars Ulrich  | En version af "Hit the Lights" til Metal Massacre                                                                             |
| 1982           | James Hetfield         | Dave Mustaine    | Ron McGovney    | Lars Ulrich  | No Life 'Till Leather demo |
| 1982-1983      | James Hetfield         | Dave Mustaine    | Cliff Burton    | Lars Ulrich  | |
| 1983-1986      | James Hetfield         | Kirk Hammett     | Cliff Burton    | Lars Ulrich  | Kill 'Em All, Ride the Lightning, Master of Puppets                                                                           |
| 1986-2001      | James Hetfield         | Kirk Hammett     | Jason Newsted   | Lars Ulrich  | Garage Days Re-Revisited, ...And Justice for All, Metallica (bedre kendt som The Black Album), Load, ReLoad, Garage Inc., S&M |
| 2001-2003      | James Hetfield         | Kirk Hammett     | Bob Rock        | Lars Ulrich  | St. Anger |
| 2003-Nuværende | James Hetfield         | Kirk Hammett     | Robert Trujillo | Lars Ulrich  | St. Anger live bonus disc, Some Kind Of Monster, Death Magnethic, Hardwired, 72 Season's.                                     |

Noter
1. ↑  Dave Mustaine fik aldrig nogen større rolle i Metallica på trods af, at hans guitarnoder blev brugt til Kill 'Em All og Ride the Lightning, som Hammett senere udvidede og gjorde til, hvad man kan høre i dag.
2. ↑  Bob Rock var ikke en permanent afløser for Jason Newsted, som lige før de skulle i studiet offentliggjorde, at han forlod Metallica, og Rock spillede kun bas, mens gruppen indspillede dette album.

## Midlertidige bandmedlemmer

### 1982
- Damien Philips (Jeff Warner) var andenguitarist ved en enkelt koncert i 1982 – James Hetfield kunne kun synge, fordi han havde brækket en arm i en skateboardulykke.

### 1986 og 1992
- John Marshall (Kirk Hammetts guitar-tekniker og guitarist i Metal Church) spillede guitar i stedet for James Hetfield, idet han var skadet. I 1986 brækkede Hetfield sit håndled i en skateboardulykke, og i 1992 blev han alvorligt forbrændt ved en pyroteknisk ulykke på scenen.

### 2000
- På grund af en rygskade var Hetfield ikke i stand til at optræde 7. juli 2000 i Georgia Dome i Atlanta. Band-medlemmer fra KoRn, Kid Rock og System of a Down trådte til, og en fan fik chancen for at synge med på et medley bestående af Master of Puppets og Welcome Home (Sanitarium).

### 2004
Midlertidige personer på trommer (Da Lars Ulrich ikke havde mulighed for at spille under 2004's Download Festival):
- Dave Lombardo fra Slayer
- Joey Jordison fra Slipknot
- Flemming Larsen (Lars Ulrichs tromme-tekniker)